# 1. česká národní hokejová liga 1976/1977
1. česká národní hokejová liga 1976/1977 byla 8. ročníkem jedné ze skupin československé druhé nejvyšší hokejové soutěže.

## Systém soutěže
Všech 12 týmů se utkalo čtyřkolově každý s každým (celkem 44 kol). Vítěz základní části postoupil do kvalifikace o nejvyšší soutěž, ve které se střetnul s vítězem 1. SNHL v sérii na čtyři vítězné zápasy. Vítěz této série postoupil do dalšího ročníku nejvyšší soutěže.
Týmy na posledních třech místech sestoupily do 2. ČNHL.

## Základní část
| Poř. | Tým                           | Z  | V  | R  | P  | VG  | OG  | B  |
| ---- | ----------------------------- | -- | -- | -- | -- | --- | --- | -- |
| 1.   | TJ Slezan STS Opava           | 44 | 33 | 6  | 5  | 216 | 108 | 72 |
| 2.   | TJ Ingstav Brno               | 44 | 24 | 10 | 10 | 178 | 120 | 58 |
| 3.   | TJ Stadion PS Liberec         | 44 | 23 | 5  | 16 | 169 | 140 | 51 |
| 4.   | TJ ZVVZ Milevsko              | 44 | 19 | 9  | 16 | 142 | 120 | 47 |
| 5.   | TJ VTŽ Chomutov               | 44 | 20 | 5  | 19 | 165 | 145 | 45 |
| 6.   | TJ Poldi SONP Kladno B        | 44 | 20 | 3  | 21 | 162 | 166 | 43 |
| 7.   | TJ Slovan NV Ústí nad Labem   | 44 | 19 | 4  | 21 | 126 | 130 | 42 |
| 8.   | TJ Baník ČSA Karviná          | 44 | 17 | 8  | 19 | 142 | 165 | 42 |
| 9.   | TJ Moravia DS Olomouc         | 44 | 16 | 5  | 23 | 133 | 151 | 37 |
| 10.  | TJ Kolín                      | 44 | 15 | 5  | 24 | 129 | 177 | 35 |
| 11.  | TJ Spartak ZVÚ Hradec Králové | 44 | 13 | 6  | 25 | 135 | 196 | 32 |
| 12.  | TJ Prostějov                  | 44 | 9  | 6  | 29 | 138 | 219 | 24 |

Tým TJ Slezan STS Opava postoupil do kvalifikace o nejvyšší soutěž, kde se utkal s vítězem 1. SNHL ASVŠ Dukla Trenčín, se kterým prohrál 2:4 na zápasy (7:2, 3:0, 0:5, 2:3, 2:5, 3:4).
Týmy TJ Kolín, TJ Spartak ZVÚ Hradec Králové a TJ Prostějov sestoupily do 2. ČNHL.